# 德維尼察河
59°25′28″N 40°53′37″E / 59.42444°N 40.89361°E
德維尼察河（俄语：Двиница），是俄羅斯的河流，位於該國西北部沃洛格達州，屬於蘇霍納河的左支流，流經哈羅夫斯克區、索科爾區和梅日杜列琴斯基區，河道全長174公里，流域面積2,400平方公里。